# タイ国鉄RHN型気動車
タイ国鉄RHN型気動車（たいこくてつRHNがたきどうしゃ）は、1971年に営業運転を開始したタイ国有鉄道の一般形気動車である。その車番から1000形（4次車）と呼ばれる場合もある。

## 導入の経緯
1950年代から1960年代にかけてのタイ国鉄では、D型、NII型、RT型、RH型などの日本製気動車を次々と導入していた。これらの気動車はおおむね好評であり、バンコク近郊区間の列車の多くが気動車に置き換えられていた。これに伴い、さらに気動車を増強するために導入されたのが本形式である。

## 車両

### 構造
RHN型以前に導入されたタイ国鉄の気動車と同様、動力制御車（B.P.D.1021 - B.P.D.1048）に付随制御車（B.T.D. T21 - B.T.D. T48）を連結する2両1ユニットの方式を採用している。そのため、動力車にディーゼルエンジンを2基搭載している。
なお、タイ国鉄の気動車における2両1ユニット方式の採用は、このRHN型が最後となった。

### 車体
車体は1966年 - 1967年に製造されたRT型やRH型に類似しており、片側2扉（片開き）の普通鋼製車体である。それまでの気動車の動力車には一部に荷物合造車が存在したが、RHN型ではこれを廃止し、全車を全室3等客室としている。さらに、RHN型ではヘッドライトにシールドビーム2灯を採用している。
また、タイ国鉄のホームは基本的に低床であり、客室の床との段差が大きくなってしまうことから、乗降扉にはステップが設置されている。

日本製であり外観がよく似ていること、また日本の鉄道ファンの間でTHN型とNKF型がしばしば「タイのキハ47」と呼ばれていることから、本形式はそれに合わせて「タイのキハ20（あるいはキハ25）」と呼ばれる場合がある。

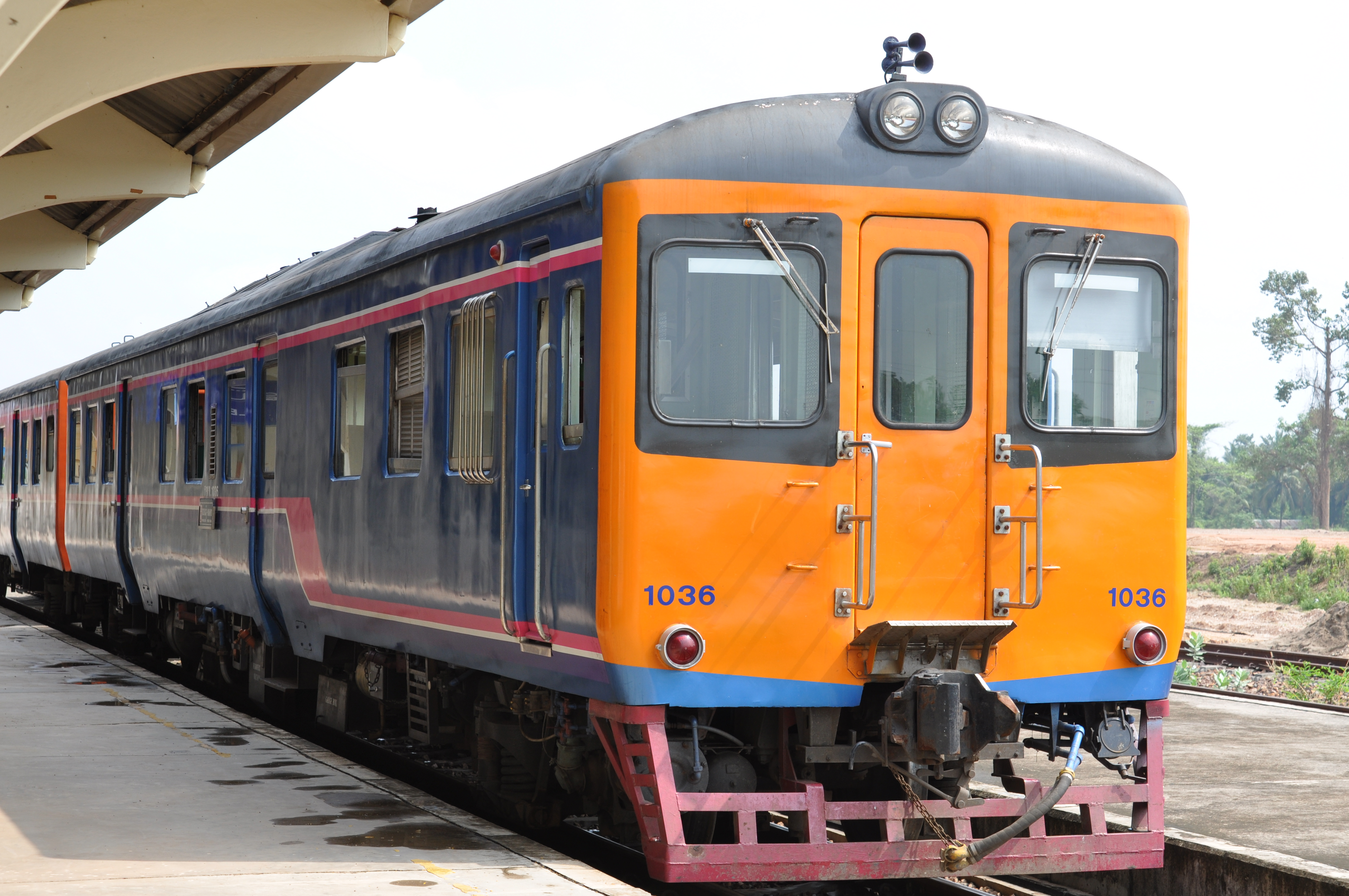
動力制御車
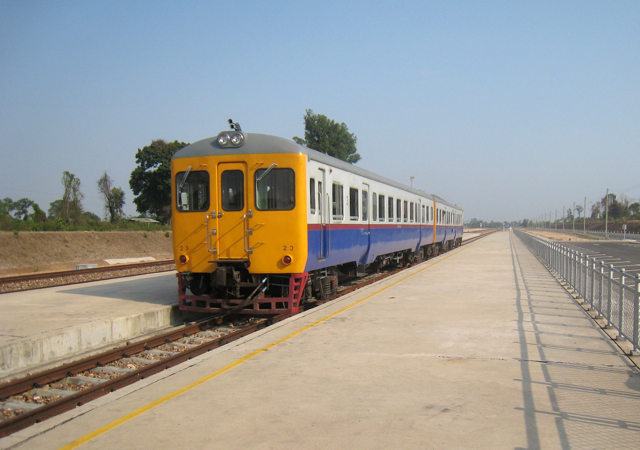
付随制御車（手前）
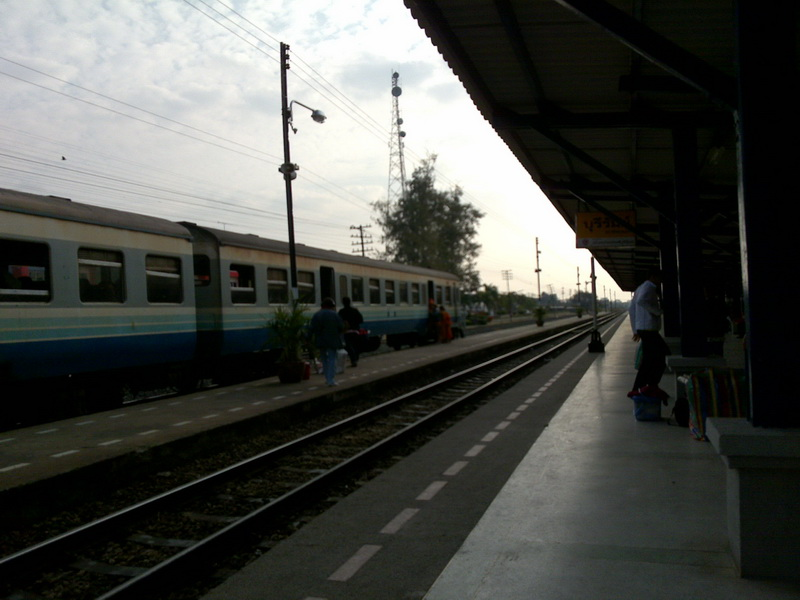
付随制御車（写真中央）
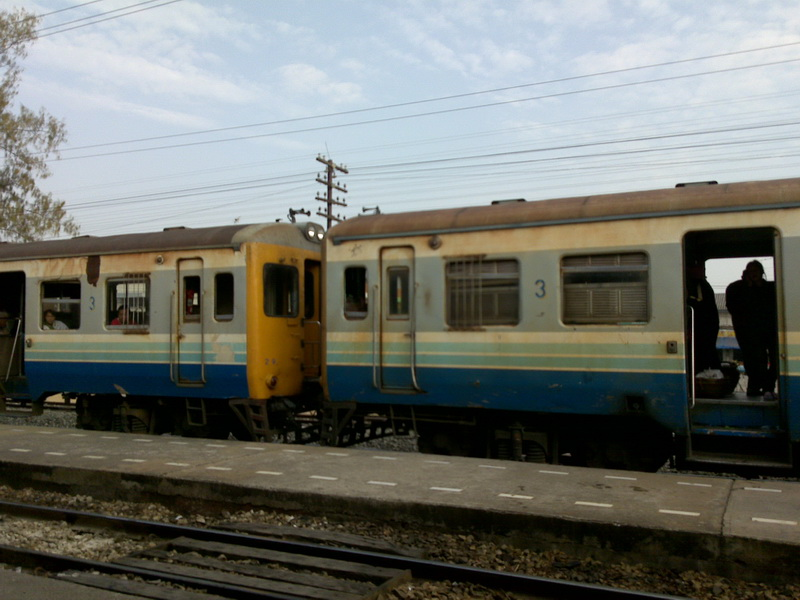
窓は一段下降式 カーテンの代わりに金属製のブラインドが設置されている
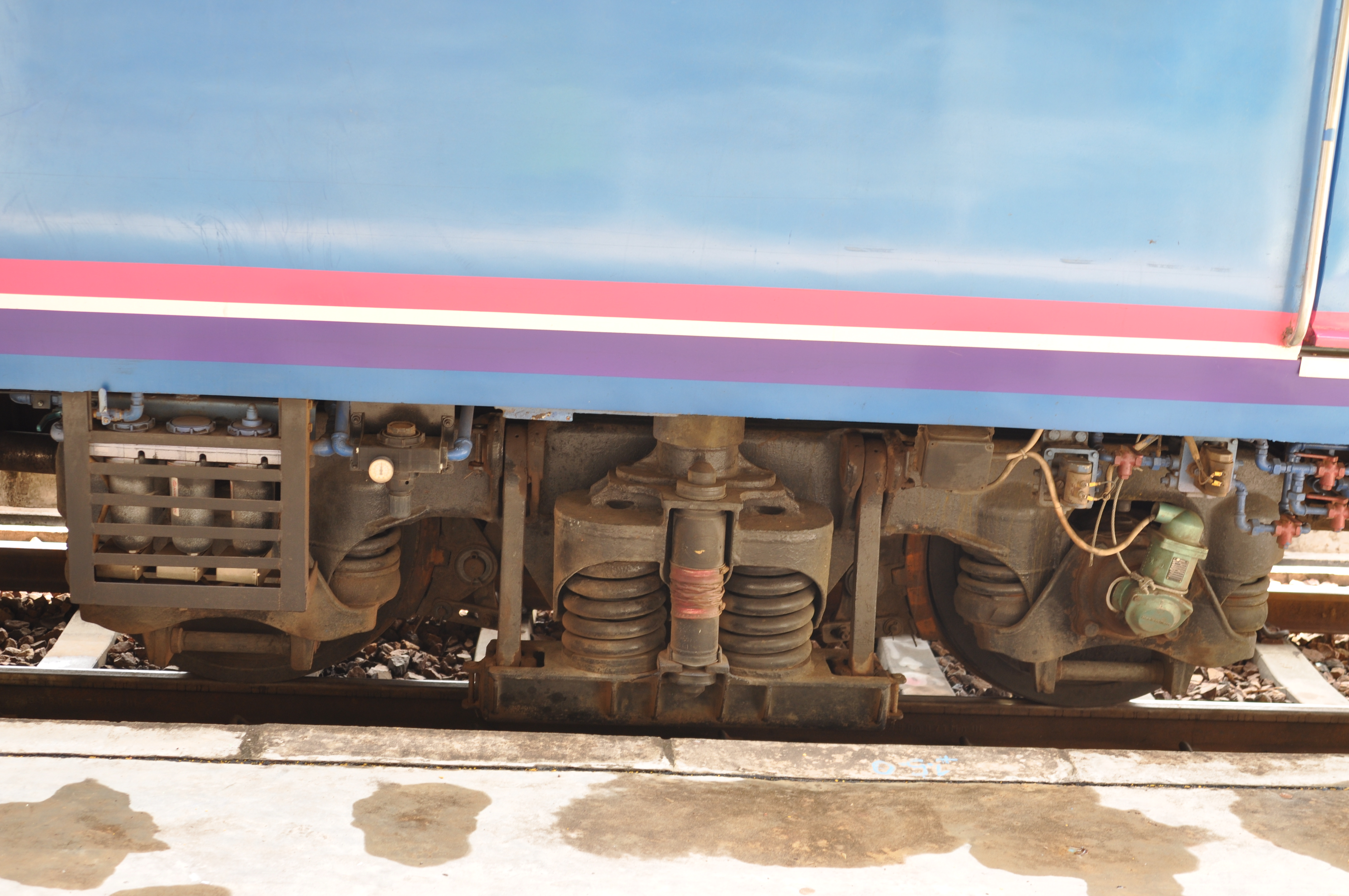
台車 コイルバネ式

## 運用
当初はバンコク近郊列車用として投入された本形式であったが、老朽化などの理由により、2020年現在では主にタイ東北部方面のローカル列車の運用に就いている。
その中で特筆されるものとして、タイ国鉄東北本線最末端のノンカーイ - タナレーン（ラオス）間の国際列車の運用があった。しかしこれは、ラオス-タイ間における越境鉄道貨物輸送開始に伴い、2019年8月に一部が客車と貨車からなる混合列車に置き換えられた。さらに、2024年7月には東北本線のラオス国内区間がヴィエンチャン（カムサワート）駅まで延伸されたことで、バンコク - ヴィエンチャン間とウドーンターニー - ヴィエンチャン間の列車が運行開始するとともにノンカーイ - タナレーン間の列車が廃止され、この区間で使用されていた本形式も他線区に転属する見込みである。
また、多客期にはTHN系による優等列車に増結されてバンコクまで運用されることがある。
その他、かつてはマハーチャイ線とメークロン線における運用にも就いていた。

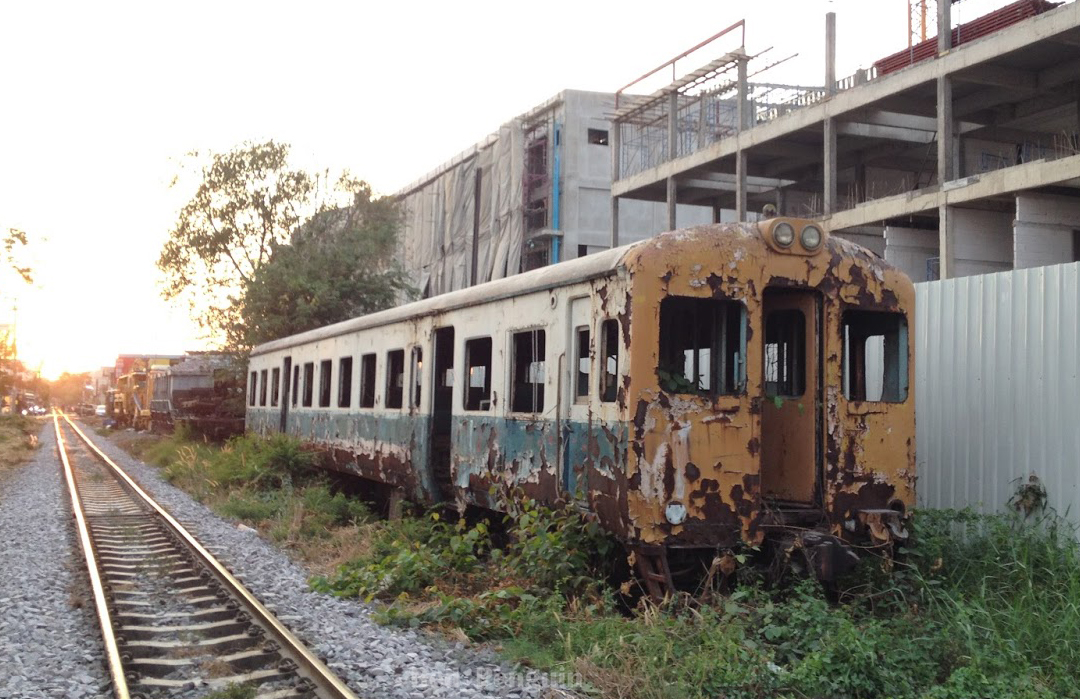
引退した付随制御車 B.T.D.27
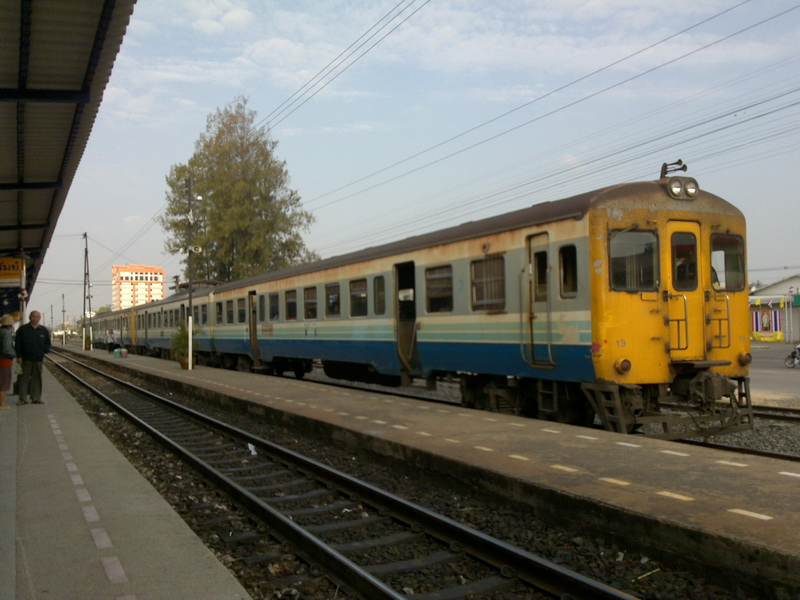
2000年代の塗装
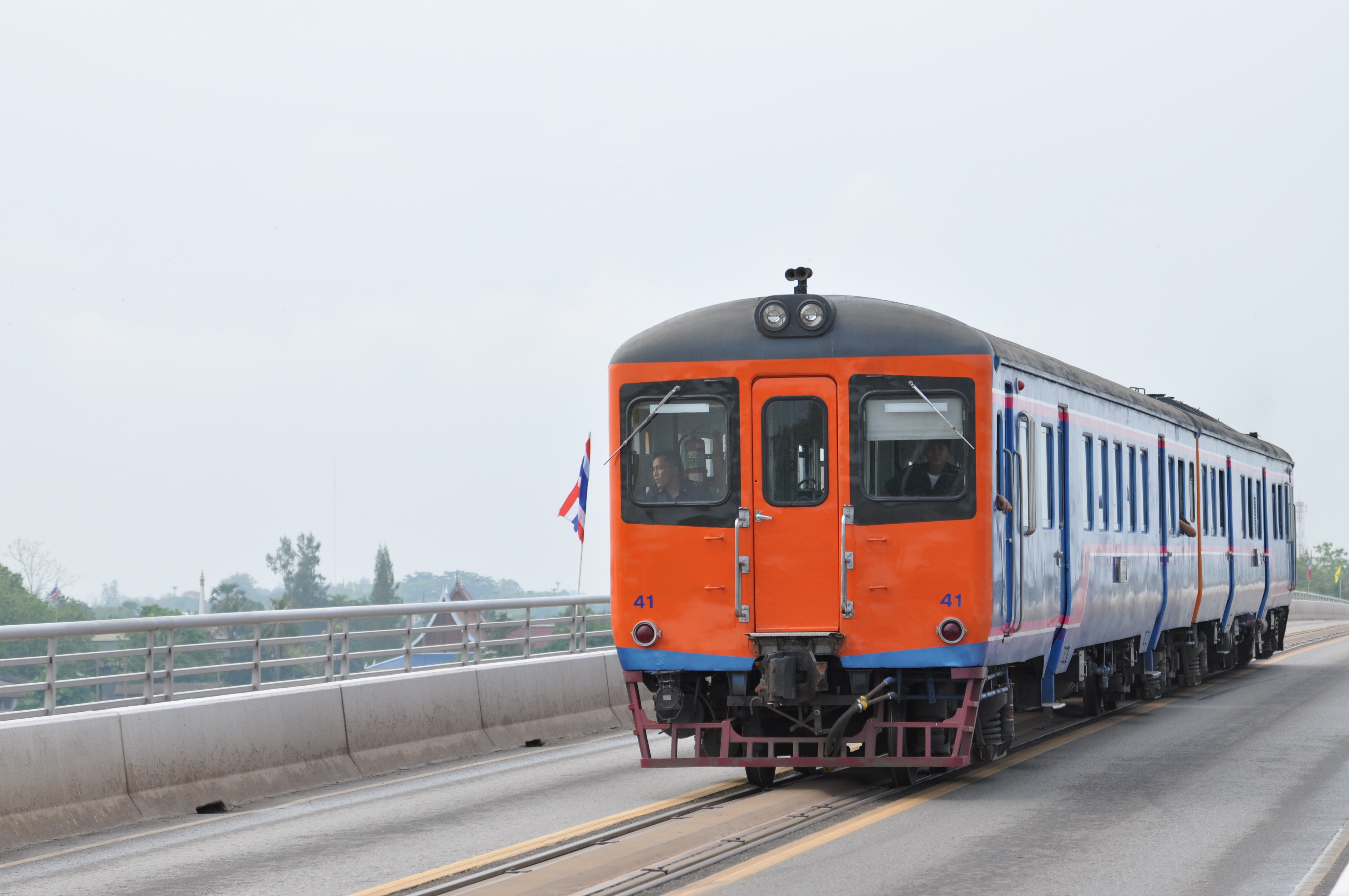
現在の塗装 2011年より採用

## カンボジアへの譲渡
2019年4月、タイとカンボジアの間の鉄道が45年ぶりに開通した際に、タイ国鉄よりカンボジアの実質的な国鉄であるカンボジアロイヤル鉄道に本形式から4両（40,45,1035,1038）が譲渡された。譲渡時点での塗装は、タイ国鉄でのRHN型標準塗装にタイとカンボジアの両国国旗が車体側面に掲げられたものである。